# Kuvait az 1988. évi nyári olimpiai játékokon
Kuvait a dél-koreai Szöulban megrendezett 1988. évi nyári olimpiai játékok egyik részt vevő nemzete volt. Az országot az olimpián 7 sportágban 25 sportoló képviselte, akik érmet nem szereztek.

## Atlétika
Férfi
| Versenyző        | Versenyszám | Előfutam | Előfutam | Előfutam | Negyeddöntő | Negyeddöntő | Negyeddöntő | Elődöntő | Elődöntő | Elődöntő | Döntő   | Döntő    |
| Versenyző        | Versenyszám | Idő      | Hely.    | Össz.    | Idő         | Hely.       | Össz.       | Idő      | Hely.    | Össz.    | Idő     | Helyezés |
| ---------------- | ----------- | -------- | -------- | -------- | ----------- | ----------- | ----------- | -------- | -------- | -------- | ------- | -------- |
| Zeyad Abdulrazak | 110 m gát   | 14,44    | 5.       | 30.      | 14,56       | 8.          | 31.         | kiesett  | kiesett  | kiesett  | kiesett | kiesett  |
| Jasem Al-Dowaila | 400 m gát   | 51,87    | 6.       | 31.      |             |             |             | kiesett  | kiesett  | kiesett  | kiesett | kiesett  |

| Versenyző             | Versenyszám   | Selejtező | Selejtező | Döntő    | Döntő    |
| Versenyző             | Versenyszám   | Eredmény  | Helyezés  | Eredmény | Helyezés |
| --------------------- | ------------- | --------- | --------- | -------- | -------- |
| Abdul Marzouk Al-Yoha | Hármasugrás   | 15,72 m   | 28.       | kiesett  | kiesett  |
| Mohamed Al-Zinkawi    | Súlylökés     | 15,92 m   | 20.       | kiesett  | kiesett  |
| Waleed Al-Bekheet     | Kalapácsvetés | 63,86 m   | 27.       | kiesett  | kiesett  |
| Ghanem Zaid           | Gerelyhajítás | 65,84 m   | 35.       | kiesett  | kiesett  |

## Cselgáncs
| Versenyző               | Versenyszám | Csoport | Selejtező                         | 32-es főtábla                     | Nyolcaddöntő                                   | Negyeddöntő       | Elődöntő          | Vigaszág nyolcaddöntő | Vigaszág negyeddöntő | Vigaszág elődöntő | Bronz- mérkőzés   | Döntő             | Helyezés |
| Versenyző               | Versenyszám | Csoport | Ellenfél Eredmény                 | Ellenfél Eredmény                 | Ellenfél Eredmény                              | Ellenfél Eredmény | Ellenfél Eredmény | Ellenfél Eredmény     | Ellenfél Eredmény    | Ellenfél Eredmény | Ellenfél Eredmény | Ellenfél Eredmény | Helyezés |
| ----------------------- | ----------- | ------- | --------------------------------- | --------------------------------- | ---------------------------------------------- | ----------------- | ----------------- | --------------------- | -------------------- | ----------------- | ----------------- | ----------------- | -------- |
| Hussain Safar           | Harmatsúly  | A       | erőnyerő                          | Driss El-Mamoun (MAR) · 0000–0010 | kiesett                                        | kiesett           | kiesett           |                       |                      |                   |                   |                   | 20.      |
| Adel Al-Najadah         | Könnyűsúly  | A       | Glenn Beauchamp (CAN) · 0000–1001 | kiesett                           | kiesett                                        | kiesett           | kiesett           |                       |                      |                   |                   |                   | 33.*     |
| Hisham Al-Sharaf Rashad | Váltósúly   | A       | erőnyerő                          | Mariano Aquino (GUM) · 1011–0000  | Rodnomyn Erkhembayar (MGL) · 0000–0000 (bírói) | kiesett           | kiesett           |                       |                      |                   |                   |                   | 14.      |
| Yousuf Al-Hammad        | Középsúly   | B       | erőnyerő                          | Fabien Canu (FRA) · 0000–0200     | kiesett                                        | kiesett           | kiesett           |                       |                      |                   |                   |                   | 19.      |

* - Az A csoportban szereplő, eredetileg bronzérmes brit Kerrith Brownt utólag kizárták, ezért Al-Najadah a 34. helyett a 33. helyen végzett.

## Evezés
Férfi
| Versenyző                     | Versenyszám  | Előfutam | Előfutam | Vigaszág | Vigaszág | Elődöntő | Elődöntő | Döntő   | Döntő   | Döntő   | Helyezés    |
| Versenyző                     | Versenyszám  | Idő      | Hely.    | Idő      | Hely.    | Idő      | Hely.    | Típus   | Idő     | Hely.   | Helyezés    |
| ----------------------------- | ------------ | -------- | -------- | -------- | -------- | -------- | -------- | ------- | ------- | ------- | ----------- |
| Waleed Al-Mohamed Abdulmuhsin | Egypárevezős | 8:05,35  | 5.       | 8:15,16  | 4.       | kiesett  | kiesett  | kiesett | kiesett | kiesett | helyezetlen |

## Műugrás
Férfi
| Versenyző     | Versenyszám    | Selejtező | Selejtező | Döntő   | Döntő    |
| Versenyző     | Versenyszám    | Pont      | Helyezés  | Pont    | Helyezés |
| ------------- | -------------- | --------- | --------- | ------- | -------- |
| Majed Al-Taqi | Egyéni műugrás | 387,60    | 31.       | kiesett | kiesett  |

## Ökölvívás
| Versenyző         | Versenyszám     | Selejtező                     | 32-es főtábla            | Nyolcaddöntő                          | Negyeddöntő       | Elődöntő          | Döntő             | Helyezés |
| Versenyző         | Versenyszám     | Ellenfél Eredmény             | Ellenfél Eredmény        | Ellenfél Eredmény                     | Ellenfél Eredmény | Ellenfél Eredmény | Ellenfél Eredmény | Helyezés |
| ----------------- | --------------- | ----------------------------- | ------------------------ | ------------------------------------- | ----------------- | ----------------- | ----------------- | -------- |
| Husain Al-Mutairi | Légsúly         | erőnyerő                      | Alfred Kotey (GHA) · RSC | kiesett                               | kiesett           | kiesett           | kiesett           | 17.      |
| Saud Al-Muwaizri  | Harmatsúly      | Macusima Kacujuki (JPN) · RSC | kiesett                  | kiesett                               | kiesett           | kiesett           | kiesett           | 33.      |
| Ali Al-Baluchi    | Szupernehézsúly |                               | erőnyerő                 | Alekszandr Mirosnyicsenko (URS) · 0:5 | kiesett           | kiesett           | kiesett           | 9.       |

RSC – a mérkőzésvezető megállította a mérkőzést

## Úszás
Férfi
| Versenyző         | Versenyszám    | Előfutam | Előfutam | Előfutam | Döntő   | Döntő   | Döntő   | Helyezés |
| Versenyző         | Versenyszám    | Idő      | Hely.    | Össz.    | Típus   | Idő     | Hely.   | Helyezés |
| ----------------- | -------------- | -------- | -------- | -------- | ------- | ------- | ------- | -------- |
| Hasan Al-Shammari | 50 m gyors     | 26,27    | 4.       | 61.      | kiesett | kiesett | kiesett | kiesett  |
| Hasan Al-Shammari | 100 m gyors    | 56,44    | 8.       | 65.      | kiesett | kiesett | kiesett | kiesett  |
| Sultan Al-Otaibi  | 200 m pillangó | 2:12,89  | 2.       | 38.      | kiesett | kiesett | kiesett | kiesett  |
| Sultan Al-Otaibi  | 200 m vegyes   | 2:15,63  | 1.       | 42.      | kiesett | kiesett | kiesett | kiesett  |
| Sultan Al-Otaibi  | 400 m vegyes   | 4:50,16  | 2.       | 31.      | kiesett | kiesett | kiesett | kiesett  |

## Vívás
Férfi
| Versenyző                                                                   | Versenyszám       | Selejtező | Selejtező | Selejtező | Selejtező | Selejtező | Selejtező | Főtábla           | Főtábla           | Főtábla           | Vigaszág          | Vigaszág          | Vigaszág          | Vigaszág          | Negyeddöntő       | Elődöntő          | Döntő             | Helyezés |
| Versenyző                                                                   | Versenyszám       | 1. kör | 1. kör    | 2. kör | 2. kör    | 3. kör | 3. kör    | 1. kör            | 2. kör            | 3. kör            | 1. kör            | 2. kör            | 3. kör            | 4. kör            | Negyeddöntő       | Elődöntő          | Döntő             | Helyezés |
| Versenyző                                                                   | Versenyszám       | Ellenfél Eredmény | Hely.     | Ellenfél Eredmény | Hely.     | Ellenfél Eredmény | Hely.     | Ellenfél Eredmény | Ellenfél Eredmény | Ellenfél Eredmény | Ellenfél Eredmény | Ellenfél Eredmény | Ellenfél Eredmény | Ellenfél Eredmény | Ellenfél Eredmény | Ellenfél Eredmény | Ellenfél Eredmény | Helyezés |
| --------------------------------------------------------------------------- | ----------------- | --- | --------- | --- | --------- | --- | --------- | ----------------- | ----------------- | ----------------- | ----------------- | ----------------- | ----------------- | ----------------- | ----------------- | ----------------- | ----------------- | -------- |
| Saqer Al-Surayei                                                            | Tőr, egyéni       | 3. csoport · Leszek Bandach (POL) · 1–5 · Pierre Harper (GBR) · 1–5 · Ko Nakcshun (Go Nak-Chun) (KOR) · 2–5 · Stefano Cerioni (ITA) · 2–5                                    | 5.        | kiesett | kiesett   | kiesett | kiesett   | kiesett           | kiesett           | kiesett           | kiesett           | kiesett           | kiesett           | kiesett           | kiesett           | kiesett           | kiesett           | 61.      |
| Khaled Al-Awadhi                                                            | Tőr, egyéni       | 2. csoport · Aris Enkelmann (GDR) · 0–5 · Ola Kajbjer (SWE) · 1–5 · İlqar Məmmədov (URS) · 1–5 · Matthias Behr (FRG) · 3–5                                                   | 5.        | kiesett | kiesett   | kiesett | kiesett   | kiesett           | kiesett           | kiesett           | kiesett           | kiesett           | kiesett           | kiesett           | kiesett           | kiesett           | kiesett           | 62.      |
| Salman Mohamed Hussain                                                      | Tőr, egyéni       | 8. csoport · Anatol Richter (AUT) · 2–5 · Kanacu Josihiko (JPN) · 2–5 · Andrés García (ESP) · 0–5 · Gátai Róbert (HUN) · 1–5 · Philippe Omnès (FRA) · 3–5                    | 6.        | kiesett | kiesett   | kiesett | kiesett   | kiesett           | kiesett           | kiesett           | kiesett           | kiesett           | kiesett           | kiesett           | kiesett           | kiesett           | kiesett           | 64.      |
| Mohamed Al-Hamar                                                            | Párbajtőr, egyéni | 5. csoport · Michiel Driessen (NED) · 5–3 · Sergio Turiace (ARG) · 4–5 · Mauricio Rivas (COL) · 1–5 · Éric Srecki (FRA) · 3–5                                                | 4.        | 10. csoport · x Otto Drakenberg (SWE) · 5–1 · Stefano Pantano (ITA) · 4–5 · John Llewellyn (GBR) · 1–5 · Ludomir Chronowski (POL) · 2–5 | 4.        | 8. csoport · Sandro Cuomo (ITA) · 5–3 · Juan Miguel Paz (COL) · 1–5 · Kolczonay Ernő (HUN) · 2–5 · Arwin Kardolus (NED) · 0–5 · Philippe Riboud (FRA) · 3–5 | 6.        | kiesett           | kiesett           | kiesett           | kiesett           | kiesett           | kiesett           | kiesett           | kiesett           | kiesett           | kiesett           | 44.      |
| Younes Al-Mashmoum                                                          | Párbajtőr, egyéni | 1. csoport · Zahi El-Khoury (LIB) · 5–0 · Stephen Trevor (USA) · 2–5 · Székely Zoltán (HUN) · 3–5 · Angelo Mazzoni (ITA) · 4–5                                               | 4.        | 4. csoport · Cezary Siess (POL) · 4–5 · André Kuhn (SUI) · 4–5 · Jean-Michel Henry (FRA) · 1–5 · Arnd Schmitt (FRG) · 4–5               | 5.        | kiesett | kiesett   | kiesett           | kiesett           | kiesett           | kiesett           | kiesett           | kiesett           | kiesett           | kiesett           | kiesett           | kiesett           | 53.      |
| Khaled Jahrami                                                              | Párbajtőr, egyéni | 13. csoport · Saleh Sultan Farhan Faraj (BRN) · 5–3 · Stefano Pantano (ITA) · 5–4 · Hugh Kernohan (GBR) · 3–5 · Michel Dessureault (CAN) · 2–5 · Johannes Nagele (AUT) · 2–5 | 5.        | kiesett | kiesett   | kiesett | kiesett   | kiesett           | kiesett           | kiesett           | kiesett           | kiesett           | kiesett           | kiesett           | kiesett           | kiesett           | kiesett           | 62.      |
| Khaled Al-Awadhi Faisal Al-Harshani Saqer Al-Surayei Salman Mohamed Hussain | Tőr, csapat       | 1. csoport · NDK (GDR) · 0–9 · Kína (CHN) · 3–9 · Nagy-Britannia (GBR) · 5–9                                                                                                 | 3.        | |           | |           | kiesett           |                   |                   |                   |                   |                   |                   | kiesett           | kiesett           | kiesett           | 15.      |
| Mohamed Al-Hamar Younes Al-Mashmoum Nahedh Al-Murdh Khaled Jahrami          | Párbajtőr, csapat | 3. csoport · Franciaország (FRA) · 0–9 · Lengyelország (POL) · 1–9 | 4.        | |           | |           | kiesett           |                   |                   |                   |                   |                   |                   | kiesett           | kiesett           | kiesett           | 18.      |